# Schloss Thurnstein (Bayern)

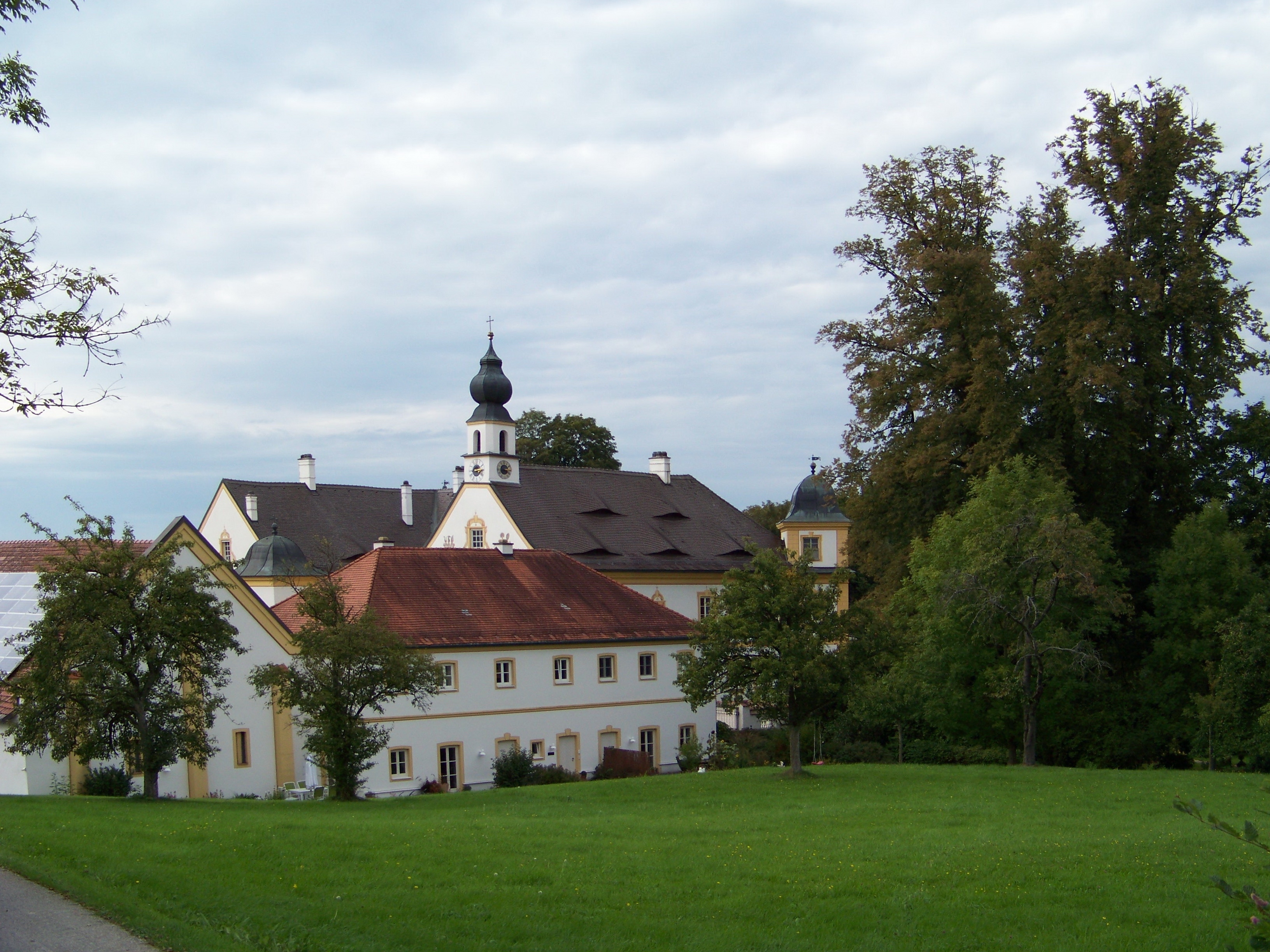
Blick auf Schloss Thurnstein

Das Schloss Thurnstein ist eine Schlossanlage in Thurnstein, einem Gemeindeteil der Gemeinde Postmünster, Niederbayern. Die Anlage ist unter der Aktennummer D-2-77-139-54 als Baudenkmal verzeichnet. „Untertägige Teile der mittelalterlichen Burg und des frühneuzeitlichen Schlosses Thurnstein“ werden zudem als Bodendenkmal unter der Aktennummer D-2-7543-0053 geführt.

## Geschichte
Das Schloss wurde im 13. Jahrhundert auf einer Anhöhe südlich von Postmünster erbaut und wechselte in der Folgezeit nach seinem Entstehen mehrmals den Besitzer. Ende des 17. Jahrhunderts entstand das Schloss in seiner heutigen Form als nach Süden offene Dreiflügelanlage mit drei Geschossen und zwei Türmen. Im Ostflügel befindet sich die von Kennern als Meisterwerk bezeichnete Schlosskapelle „Maria Heimsuchung“. Die Schlossanlage befindet sich auf der Nordseite des vierseitigen sehr großen Schlosshofes, dessen Gebäude in den letzten Jahren vollständig restauriert wurden. Der Hof selbst wurde gartentechnisch umgestaltet und neu angelegt.
Während des Zweiten Weltkrieges war im Schloss Thurnstein die SS sowie die Gauleitung Bayreuth einquartiert. Aufgrund dieser Tatsache hatten kurz vor Kriegsende 1945 viele Postmünsterer Angst vor einer Zerstörung des Ortes. Die Gauleitung verließ am 1. Mai 1945 jedoch den Standort Thurnstein, um ihr Leben vor den heranrückenden Amerikanern zu retten. Noch am selben Nachmittag erreichten die ersten Panzer der Alliierten den Ort. Wie man später erfuhr, hätten die Amerikaner Thurnstein und Postmünster beschossen, wenn sie gewusst hätten, dass hier die SS einquartiert war.

## Jüngere Nutzung
In jüngeren Jahren wurde die Atmosphäre der Schlossanlage auf verschiedene Arten gesellschaftlich genutzt. So finden dort zuweilen Musikkonzerte, Feuerwehrfeste und Filmevents statt.